# F (後藤沙緒里のアルバム)
『f』（エフ）は、後藤沙緒里の1作目のアルバム。2005年8月24日、KONAMIより発売。

## 解説
本作品はメジャーレーベルから発売された最初の作品である。

## 収録曲
1. 君のカケラ
  - PSPゲーム『Twelve〜戦国封神伝〜』オープニングテーマ
  - 作詞：芦原みき、作曲・編曲：HΛL
2. キミといる今
  - 作詞：後藤沙緒里、作曲・編曲：HΛL
3. ヒロイン見習い中
  - 作詞：さくら、作曲・編曲：高木洋
4. faith in you
  - 作詞：さくら、作曲：MAXTONE（山崎）、編曲：吉田潔
5. 1st degree
  - 作詞：さくら、作曲・編曲：HΛL
6. フレンチトースト
  - 作詞：さくら、作曲：前澤ヒデノリ、編曲：吉田潔
7. Rehda〜聖なる光〜
  - 作詞：さくら、編曲：前澤ヒデノリ
8. おとぎの国のALICE
  - 作詞：さくら、作曲：良原リエ、編曲：良原リエ、オオニシユウスケ
9. 陽だまり
  - 作詞・作曲：MAXTONE（薄葉）、編曲：MAXTONE（山崎）
10. f
  - 作詞：さくら、作曲：前澤ヒデノリ、編曲：酒井ミキオ
11. dejavu
  - PSPゲーム『Twelve〜戦国封神伝〜』エンディングテーマ
  - 作詞：さくら、作曲・編曲：浅井裕子
12. fantasia
  - 作詞：さくら、作曲・編曲：良原リエ